# Marc Sénéchal
Marc Sénéchal est un mandataire judiciaire, un chef d'entreprise et un enseignant-chercheur français. Il a également  été président d'honneur du Conseil national des administrateurs et mandataires judiciaires.

## Biographie
Né d'un père professeur de droit et spécialiste de la procédure collective et d'une mère actionnaire de l' entreprise familiale de biscuits, il poursuit des études de droit, et soutient un doctorat sur l'« l'effet réel » des procédures collectives.
D'abord mandataire judiciaire au cabinet M.J.A (Mandataires Judiciaires Associés) avant de fonder la société BTSG, dans l'optique de développer, selon ses déclarations, une « approche plus industrielle du métier [de mandataire judiciaire] ». La société, qui est une des deux seules de ce type en France, compte une centaine de salariés en 2024.
En 2012, il est élu président du Conseil national des administrateurs judiciaires et mandataires judiciaires (CNAJMJ), pour un mandat de deux ans
Qualifié d'« homme de l'ombre »,, il est considéré comme l'une des personnalités les plus en vue de sa profession,.